# I Served the King of England (phim)
Tôi đã từng phục vụ nhà vua nước Anh (Tiếng Czech: Obsluhoval jsem anglického krále) là một bộ phim hài hước của đạo diễn Jiří Menzel. Được chuyển thể từ cuốn tiểu thuyết cùng tên của Bohumil Hrabal, bộ phim đã giành giải Sư tử Vàng của Viện hàn lâm Điện ảnh và truyền hình Cộng hòa Séc cho phim truyện hay nhất năm 2006.

## Diễn viên
- Ivan Barnev... Jan Dítě, as a young man
- Kyle Kahunt... vua Anh
- Oldrich Kaiser... Jan Dítě, as an older man
- Julia Jentsch... Liza
- Martin Huba... Skřivánek
- Marian Labuda... Walden
- Milan Lasica... Giáo sư
- Josef Abrhám... Brandejs
- Jaromír Dulava... Karel
- Pavel Nový... viên tướng
- István Szabó... stock marketeer
- Tonya Graves... Hoàng đế Abyssinia
- Rudolf Hrusínský... Tichota
- Petr Ctvrtnícek... stock broker
- Jirí Sesták... waiter
- Zdenek Zák... Cảnh sát
- Emília Vásáryová... Quý bà Rajska
- Zuzana Fialová... Marcela
- Václav Chalupa... Hrdlicka
- Petra Hrebícková... Jaruska
- Eva Kalcovská... Wanda
- Sárka Petruzelová... Julinka